# 2025 en Europe
Chronologie de l’Europe
- 2021
- 2022
- 2023
- 2024
- 2025
- 2026
- 2027
- 2028
- 2029

## Événements
L'invasion de l'Ukraine par la Russie se poursuit.

### Janvier
- 1er janvier :
  - la Bulgarie et la Roumanie rejoignent pleinement l'espace Schengen ;
  - la Pologne prend la présidence du Conseil de l'Union européenne pour six mois ;
  - dix personnes sont tuées, et quatre autres blessées, lors d'une fusillade à Cetinje, au Monténégro ; l'auteur des faits se suicide par la suite.
- 12 janvier : élection présidentielle en Croatie (2d tour), Zoran Milanović est réélu.
- 16 janvier : Rossen Jeliazkov est nommé Premier ministre de Bulgarie.
- 17 janvier: entrée en vigueur du règlement européen Digital Operational Resilience Act (DORA).
- 18 janvier : la chute d'un télésiège dans la station de ski d'Astún (Aragon) en Espagne, fait 30 blessés, dont 17 dans un état grave[1].
- 20 janvier : huit personnes sont tuées, et sept autres blessées, dans un incendie criminel présumé dans une maison de retraite à Barajevo (Belgrade), en Serbie[2].
- 23 janvier : Micheál Martin devient Premier ministre d'Irlande.
- 25 janvier : élection présidentielle en Grèce.
- 26 janvier : élection présidentielle en Biélorussie, Alexandre Loukachenko est réélu.
- 28 janvier : Miloš Vučević démissionne de son poste de président du gouvernement de Serbie.
- 31 janvier au 15 mars : Tournoi des Six Nations 2025 (rugby à XV).

### Février
- 4 février : en Suède, la fusillade d'Örebro fait au moins dix morts.
- 9 février :
  - élections législatives au Liechtenstein, l'Union patriotique remporte le plus grand nombre de sièges au Landtag ;
  - élections législatives au Kosovo, le parti au pouvoir Vetëvendosje remporte la majorité des suffrages exprimés ;
  - l'Estonie, la Lettonie et la Lituanie quittent le réseau électrique russe au profit du réseau européen[3].
- 12 février :
  - élection présidentielle en Grèce (4e tour), Konstantínos Tasoúlas est élu ;
  - démission de Klaus Iohannis, président de la Roumanie.
- 14 au 16 février : Conférence de Munich sur la sécurité en Allemagne.
- 20 février : deux femmes sont tuées lors d'une attaque au couteau dans un centre commercial de Hradec Králové, en République tchèque ; un adolescent de 16 ans est arrêté peu après[4].
- 23 février : élections fédérales en Allemagne, la CDU/CSU, remporte le plus grand nombre de sièges au Bundestag.

### Mars
En Europe il s'agit du mois de mars le plus chaud jamais enregistré - le deuxième plus chaud à l'échelle mondiale - à l'exception de la Péninsule Ibérique et du sud de la France. Il était en outre historiquement sec aux Pays-Bas et au nord de l'Allemagne. A l'inverse, l'Espagne et le Portugal ont connu des précipitations extrêmes, voire records. En Catalogne, les précipitations permettent néanmoins de reconstituer à 64%-70% les capacités de réserve d'eau, permettant aux autorités de lever les restrictions d'eau après une sécheresse de 4 ans, la pire pour la région en 2 siècles.
- 2 mars : élections régionales à Hambourg (Allemagne).
- 3 mars : Christian Stocker devient chancelier fédéral d'Autriche
- 6 mars : sommet extraordinaire européen à Bruxelles sur la question ukrainienne. 800 milliards d'euros sont votés pour la sécurité européenne[7].
- 6 au 9 mars : championnats d'Europe d'athlétisme en salle aux Pays-Bas.
- 16 mars : en Macédoine du Nord, l'incendie de la discothèque Pulse fait au moins 59 morts.
- 23 mars : élections régionales à Madère.
- 30 mars : Spectrum, le premier lanceur orbital tiré depuis l'Europe, explose peu après son décollage sur la base d'Andøya en Norvège[8].

### Avril
- 16 avril : Đuro Macut devient président du gouvernement de Serbie.
- 28 avril : une panne de courant majeure touche l'Espagne et le Portugal.

### Mai
- 4 et 18 mai : élection présidentielle en Roumanie, Nicușor Dan est élu.
- 6 mai : Friedrich Merz est élu chancelier fédéral d'Allemagne.
- 11 mai : élections législatives en Albanie, remportées par le Parti socialiste.
- 13 au 17 mai : Concours Eurovision de la chanson 2025 en Suisse.
- 16 mai : 6e sommet de la Communauté politique européenne à Tirana en Albanie.
- 18 mai :
  - élection présidentielle en Pologne ;
  - élections législatives au Portugal.

### Juin
- 1er juin : élection présidentielle en Pologne (2e tour), Karol Nawrocki est élu.
- 10 juin : onze personnes sont tuées, dont l'auteur lors d'une fusillade dans un lycée de Graz, en Autriche[9].
- 18 juin : élections législatives à Guernesey.
- 24 au 25 juin : sommet de l'OTAN à La Haye (Pays-Bas).

### Juillet
- 1er juillet : le Danemark prend la présidence du Conseil de l'Union européenne pour six mois.
- 17 juillet :
  - Ioulia Svyrydenko remplace Denys Chmyhal au poste de Premier ministre d'Ukraine ;
  - le traité de Kensington entre le Royaume-Uni et l'Allemagne est signé à Londres.
- 23 juillet : une fusillade à Maguiresbridge, en Irlande du Nord, fait trois morts et une autre grièvement blessée[10].
- 25 juillet : pourparlers entre les émissaires iraniens, français, britanniques et allemands, sur le programme nucléaire iranien[11].
- 31 juillet : en Lituanie, le Premier ministre Gintautas Paluckas démissionne.

### Août
- 22 août : début de la 10e édition de la Coupe du monde féminine de rugby à XV en Angleterre.

### Septembre
- 8 septembre : élections législatives en Norvège.
- 27 septembre : fin de la 10e édition de la Coupe du monde féminine de rugby à XV en Angleterre.
- 28 septembre : élections législatives en Moldavie.

### Octobre
- 3 et 4 octobre : élections législatives en Tchéquie.
- 29 octobre : élections législatives aux Pays-Bas.

### Articles sur l'année 2025 en Europe
- Invasion de l'Ukraine par la Russie
- 2025 dans l'Union européenne, 2025 en Belgique, 2025 en France, 2025 en Italie, 2025 en Suisse

### L'année 2025 dans le reste du monde
- L'année 2025 dans le monde
- 2025 par pays en Amérique • 2025 au Brésil, 2025 au Canada, 2025 aux États-Unis, 2025 au Mexique
- 2025 en Afrique • 2025 par pays en Asie • 2025 par pays en Océanie, 2025 en Océanie • 2025 en Antarctique
- 2025 aux Nations unies
- Décès en 2025